# Cedric Liddell
Cedric Haswell Liddell (11. juni 1913, Clinton, Ontario – 4. juni 1981 Walkerton) var en canadisk roer som deltog i de olympiske lege 1932 i Los Angeles.
Liddell vandt en bronzemedalje i roning under OL 1932 i Los Angeles. Han var med på den canadiske otter som kom på en tredjeplads efter USA og Italien. Mandskabet på den canadiske båd var: Earl Eastwood, Joseph Harris, Stanley Stanyar, Harry Fry, Cedric Liddell, William Thoburn, Donald Boal, Albert Taylor og George MacDonald som var styrmand.  